# Hercostomus udeorum
Hercostomus udeorum är en tvåvingeart som beskrevs av Stackelberg 1934. Hercostomus udeorum ingår i släktet Hercostomus och familjen styltflugor. Inga underarter finns listade i Catalogue of Life.